# 西沟满族乡
西沟满族乡，是中华人民共和国河北省承德市滦平县下辖的一个乡镇级行政单位。

## 行政区划
西沟满族乡下辖以下地区：
西沟村、山咀村、小梁前村、槐树村、半砬子村、老仟沟村、大河西村、清水泉村和三道沟村。